# Vay Sándor
Gróf vajai és laskodi Vay Sándor, születési nevén: Vay Sarolta Zsófia Lilla Róza Johanna grófnő (Pest, 1857. május 21. – Lugano, Svájc, 1918. május 23.) író, újságíró; Gróf Vay Péter író, üszkübi (szkopjei) címzetes püspök, világutazó testvére.

## Családja és származása

A gróf Vay család címere

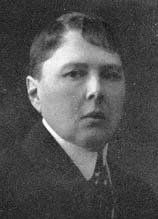
Gróf Vay Sándor érett kori képe

A magyar református vallású főnemesi vajai és laskodi gróf Vay család sarja. Apja gróf vajai és laskodi Vay László (1823–1884) Máramaros vármegye főispánja, honvédezredes, József főherceg főudvarmestere, földbirtokos, édesanyja beniczi és micsinyei Beniczky Sarolta (1837-1913) volt.
Szülei első gyermeküket, Sarolta bátyját, Lászlót, aki 1856 márciusában született, még abban az évben elvesztették, ahogy húgát, az 1860-ban született Juditot is 1861-ben. Egyetlen, felnőtt kort megért öccse, Péter 1863-ban született és annak ellenére, hogy protestáns arisztokrata fiatalemberré lett, később katolikus papként XIII. Leó pápa megbízásából missziós szolgálatot vállalt a római katolikus egyház javára az Ó- és az Újvilágban egyaránt.
Apai nagyszülei vajai és luskodi gróf Vay Ábrahám (1789-1855), királyi tanácsos, Máramaros vármegye főispánja, földbirtokos és kazinczi Kazinczy Zsófia (1794-1843) voltak; Kazinczy Zsófia tulajdonképpen Kazinczy Ferenc elsőfokú unokatestvére volt.
Az anyai nagyszülei beniczi és micsinyei Beniczky Adolf (1807-1871) Bihar vármegye bizotmányának tagja, földbirtokos és tolcsvai Bónis Johanna (1813-1881) voltak. Beniczky Adolfnak a húga farádi Veres Pálné beniczi és micsinyei Beniczky Hermin (1815–1895), a magyar nőnevelés úttörője, a 19. század iskolaalapító magyar nagyasszonya, az Országos Nőképző Egyesületnek alapítója volt.
Vay Sarolta grófnő apai nagynénje, gróf Vay Eulália (1812–1873), akinek a férje őrgróf Pallavicini Roger (1814–1874), nagybirtokos, az őrgróf Csáky-Pallavicini család megalapítója.
Vay Sarolta grófnőt a pesti Kálvin téri református templomban keresztelték meg 1857. június 1-jén; keresztszülei Tóth Sámuel ügyvéd Debrecenből, őrgróf Pallavicini Roger, gróf Vay Lilla asszony, özvegy Komáromy Györgyné, valamint bábai Nemecsek Erzsébet voltak. A szülei Csegén, az akkoriban úgynevezett városligeti Lechner majorban laktak.

## Pályája
Krúdy Gyula Vayról szóló írásai és Richard von Krafft-Ebing könyvének 12. kiadása (ebben, azaz csak 1908-ban jelent meg először „Vay Sarolta esete”, önvallomásai – amik sokszor, mint születési dátuma is, hamisnak bizonyulnak – ) alapján, illetve más életrajzi ismertetések is kiemelték, hogy apja tizenkét éves koráig fiúnak nevelte, akinek a megbízásából egyes helyeken 1867-tól 1868-ig, más forrás szerint 1863−1864 között Kászonyi Dániel nevelte a kisgyermeket, akit megtanított vívni és lovagolni, mindarra amire akkoriban egy fiúnak szüksége volt. A nevelő 1868-ban német nyelven megjelent emlékiratában így fogalmazott első találkozásukról: „Kislánya pedig, akit szintén Saroltának hívtak...”. A hetvenes években édesapja német iskolákba küldte, ahova nagyanyja és ahogy maga szólította „Dani papa” is elkísérte. Utóbbi a nyolcvanas évek elején egy  radikális újságnál, a Verhovay Függetlenség című lapnál dolgozott, ami szerkesztőségébe bevitte s ott lassan rákapatott az írásra - jegyezte fel magával kapcsolatban egy írásában, azonban 1881-ben már nagyobb terjedelmű írásai is megjelentek. Tanult Lipcsében, Drezdában és Berlinben. Egyetemet végzett Budapesten, utána újságírással foglalkozott. 1883-ban Nyíregyházán tudósítóként részt vett a hírhedt tiszaeszlári vérvád tárgyalásán.
A Sándor nála nem csupán írói álnév volt, hiszen férfiként élt, férfiként viselkedett és öltözködött, nőkkel volt szerelmi viszonya, sőt „házasságot” kötött, először Eszéki Emma színésznővel, majd Engelhardt Máriával (egyszer egyik női szerelméért még párbajozott is). Csak akkor derült ki, hogy nő, amikor őrizetbe vették egy csalása miatt. A rendőrségi eljárás során Richard von Krafft-Ebing osztrák igazságügyi orvosszakértő és pszichiáter vizsgálta meg, erről részletesen beszámol a Psychopathia sexualis című művének 166. sz. esettanulmányában.
„Gondos nevelésben részesült, nagyobb utazásokat tett atyjával, természetesen mindenütt mint fiatal férfi, korán emancipálta magát, kávéházakba járt, sőt kétes hírű helyektől sem idegenkedett, s nem átallott azzal dicsekedni, hogy egyszer a lupanarban is utroque genu puella ült. Gyakran részeg volt, kedvelte a férfisportot, igen ügyes vívó volt. Vonzódott színésznőkhöz vagy más egyedülálló, lehetőleg nem egészen fiatal nőkhöz. »Legszívesebben csúnya, jelentéktelen kinézésű férfiakkal mentem női társaságba, hogy ezek ne homályosítsanak el; […] A szellemességet többre becsültem a nőnél, mint a szépséget. […] Szeretem, ha a nő szenvedélye költői fátyol igéző leple mögül nyilvánul meg. A szemérmetlenséget undorítónak találtam a nőnél.«”
Krúdy Gyula így írt róla a „Kérek egy feketét!” című írásában: „A feketekávé szakértője, Vay Sándor (Sarolta) grófnő, aki férfiruhában, vasalt nadrágban és félrecsapott keménykalapban járta itt egykor a világot, a jó feketekávéról azt mondta: – Többet kell neki tudni, mint a bornak. Még a legzavarosabb embert is meg kell okosítani neki.”
A Vay Sándor gróf néven kívül D'Artagnan és Vayk álnév alatt jelentette meg írásait. Svájci tartózkodásakor tüdőgyulladást kapott és egy luganói szanatóriumban meghalt.
Temetéséről a Pesti Hírlap gondoskodott.

## Művei
Kezdetben inkább verseket írt, később áttért a prózára. Emlékezéseinek, romantikus korképeinek anyagát a vidéki nemesi kúriák világából merítette. Sok hangulatos rajzot adott közre a 18. és a 19. század Pest megyei nemesi családok életéből. Irányát és tárgyait tekintve Eötvös Károlyhoz hasonlították.
Verseiből szülővárosa önálló kötetet jelentetett meg (Vay Sándor/Sarolta: Virág borul minden rögre, 2009). Alakját Rakovszky Zsuzsa VS című regényében (2011) elevenítette fel.
Clair Vilmossal együtt lefordította Alexandre Dumas (1802-1870) egyik regényét: Ainsi soit-il!, magyar címe: Kisasszony feleség (I-II).

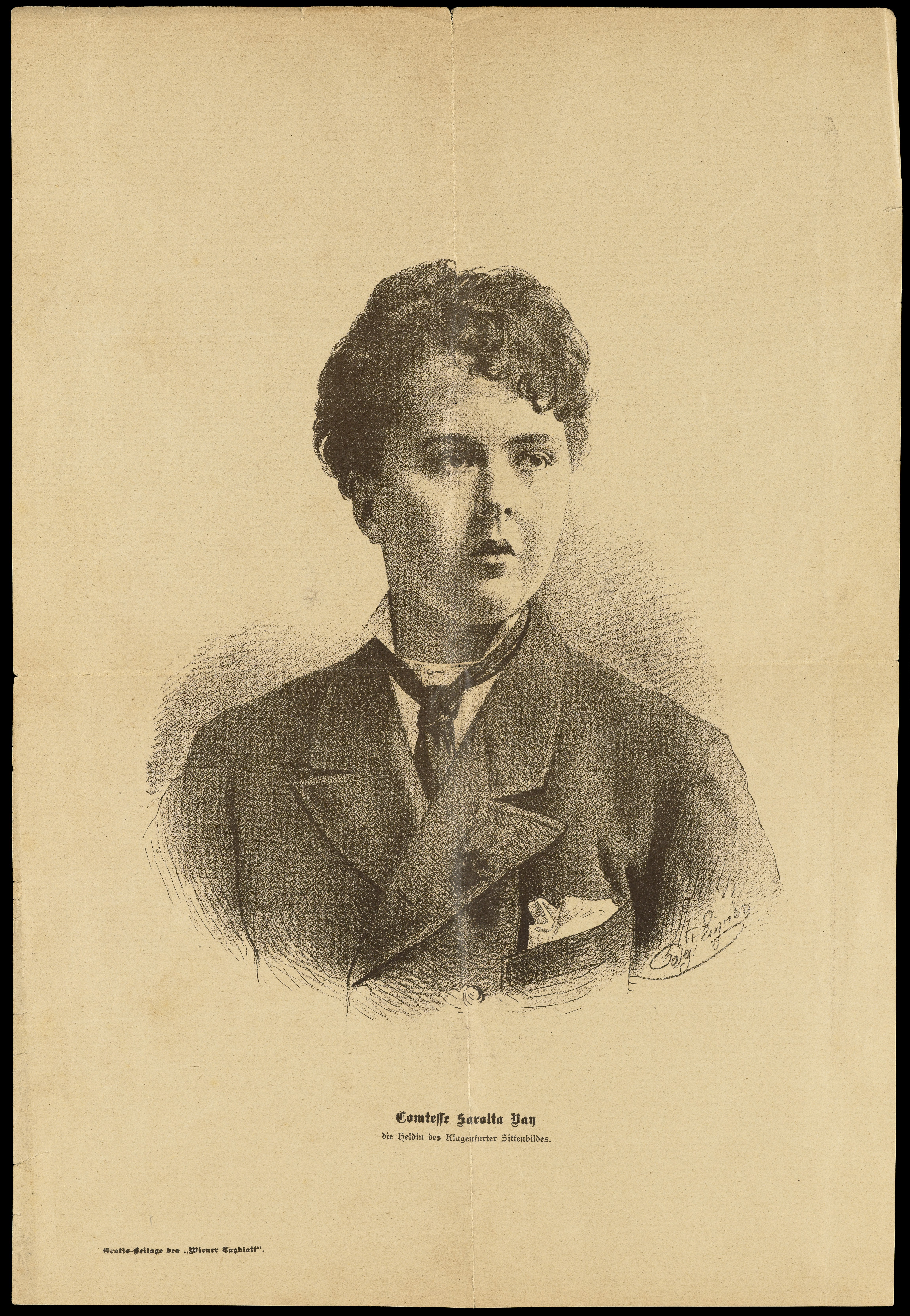
Comtesse Sarolta Vay

- Régi nemesurak, úrasszonyok. Históriák, legendák, virtusos cselekedetek. Budapest, 1900
- Régi magyar társasélet. Írta D’Artagnan. Budapest, 1900
- D’Artagnan meséi. Budapest, 1903
- Pestvármegyei históriák. Budapest, 1907
- Gróf Vay Sándor munkái. Tíz kötet. Budapest, 1909
  - I. A régi világból
  - II. A mikor még postakocsin jártak
  - III. Lavotta szerelme és egyéb elbeszélések
  - IV. A királyné poétája és más elbeszélések
  - V. Udvari dámák leveleiből és más elbeszélések
  - VI. Megfakult írások
  - VII. A palatinus huszárok
  - VIII. Erzsébet királynéról és más krónikás följegyzések[21]
  - IX. Elpusztult urak
  - X. Ősökről – unokáknak
- Régi magyar társasélet; vál., szerk., jegyz., utószó Steinert Ágota; Magvető, Bp., 1986 (Magyar Hírmondó)
- Európa bál. Tárcák és elbeszélések; vál., előszó Szávai Géza; Pont, Bp., 2006 (Csintalan múzsa sorozat)
- Virág borul minden rögre. Versek; szerk. Kapui Ágota, Valentyik Ferenc; Grafilux Kft., Dabas 2009
- Az Andrássyak; Nemzeti Örökség, Onga, 2012